# Каза ди Рипозо Бертоли (Верона)
Каза ди Рипозо Бертоли је насеље у Италији у округу Верона, региону Венето.
Према процени из 2011. у насељу је живело 48 становника. Насеље се налази на надморској висини од 33 м.